# Pat Cox
Pour les articles homonymes, voir Cox.
Patrick Cox, dit Pat Cox, né le 28 novembre 1952 à Dublin, est un homme politique irlandais, président du Parlement européen du 15 janvier 2002 au 20 juillet 2004. D'orientation libérale, il est élu au Parlement européen en 1989 sous l'étiquette des Démocrates progressistes, dont il est membre à partir de 1985, avant de les quitter en 1994 pour devenir indépendant.
Il préside le groupe du Parti européen des libéraux, démocrates et réformateurs (ELDR) du 1er juin 1998 au 15 janvier 2002, date de son élection à la présidence du Parlement européen, où il siège jusqu'en 2004.

## Universitaire
Après ses études au Trinity College de Dublin dont il est diplômé en 1974, Pat Cox est professeur d'économie à l'Institut d'administration publique de Dublin et à l'université de Limerick (ex-NIHE, Limerick). Il y développe un grand intérêt pour les questions européennes et s'emploie à mettre en place le premier programme d'études européennes dans une université irlandaise.
En 1979, il concourt sans succès lors d'élections locales pour le Fianna Fáil.

## Journaliste
De 1982 à 1986, Pat Cox est présentateur du journal télévisé à la télévision irlandaise. Il est aussi journaliste d'investigation pour le programme Today Tonight. Il y couvre entre autres les élections aux États-Unis, au Royaume-Uni et en France.

## Député européen
Pat Cox est élu député européen en juin 1989 sur la liste des Démocrates progressistes. En novembre 1992, aux élections générales irlandaises, il est élu membre du Parlement (Dáil Éireann), représentant la circonscription de Cork South Central. En 1993, il se présente contre Mary Harney pour la direction des Démocrates progressistes, mais est battu, devenant chef adjoint.
Il est réélu député européen en juin 1994 mais cette fois-ci comme sans étiquette à la suite d'une querelle au sein de son parti. Il démissionne de son mandat au Parlement irlandais. Il est nommé vice-président des libéraux démocrates européens à un moment où le groupe entend prendre plus d'importance face aux deux grands groupes au Parlement européen, le PSE et le PPE. En 1998, il est élu à la tête du groupe ELDR. Il participe activement à l'action du Parlement européen contre la commission Santer, qui aboutira, en mars 1999, à la démission de cette dernière.
Pat Cox est à nouveau élu député européen dans sa circonscription de Munster en juin 1999. Il est réélu président du groupe ELDR. Il est invité à la conférence annuelle du groupe Bilderberg en 2001. Le 15 janvier 2002, Pat Cox est élu président du Parlement européen, succédant à Nicole Fontaine (France, PPE). Il restera président jusqu'à la fin de la 5e législature, en juin 2004. Le socialiste espagnol Josep Borrell lui succède à la présidence du Parlement européen.
Son nom avait un temps été suggéré pour devenir président de la Commission européenne en 2004, mais le Portugais José Manuel Durão Barroso lui est finalement préféré.

## Après le Parlement européen
Entre 2005 et 2011, Pat Cox est président du Mouvement européen, association pluraliste qui promeut la construction d'une Europe à caractère fédéral. Il est administrateur du think tank Les Amis de l'Europe et de l'International Crisis Group, ainsi que du manufacturier français Michelin. Il est aussi membre du comité d'honneur de l'Institute of International and European Affairs (en) à Dublin et président de l'Alliance Française de Dublin.
En juin 2011, il rejoint le Fine Gael en vue d'obtenir la nomination du parti pour l'élection présidentielle irlandaise d'octobre suivant. Après l'obtention de la nomination par Gay Mitchell, Pat Cox annonce son soutien envers celui-ci.
En septembre 2010, il participe à la création du Groupe Spinelli au Parlement européen. Au 1er janvier 2015, il devient président de la Fondation Jean-Monnet pour l'Europe.

## Prix et récompenses
- Prix international Charlemagne d'Aix-la-Chapelle (2004)[1]